# 김영철 (육상 선수)
김영철(金永喆, 1967년~)은 대한민국의 육상 선수로 주 종목은 원반던지기이다. 

## 경력
전라남도 고흥 출신으로 고흥풍양중학교을 졸업했다. 180cm라는 키로 인해 주변인들에게 운동을 권유 받으며 전남체육고등학교에 진학했다.  전남체고 1학년 때 포환던지기 선수로 육상에 입문한 후, 1년 후 원반으로 종목을 바꿔
목포대, 고흥군청에서 선수 생활을 했다.
1993년 10월 광주에서 열린 전국체육대회에서 53.50m를 기록하면서 1982년 5월에 홍순모가 세웠던 남자 원반던지기 기록을 갱신했다. 이후 국가대표로 발탁되어 같은 해 12월에 싱가포르에서 열린 1993년 아시아 선수권 대회에 참가했고 54.32m의 기록으로 7위에 올랐다.
2000년 8월에는 태백에서 열린 대한민국 실업 육상 대회에서 55.91m를 기록하면서 개인 통산 3번째로 대한민국 기록을 갱신했다.
현역 은퇴 후에는 지도자로 활동하고 있으며 현재 모교인 전남체고 육상부를 지도하고 있다.